# Deutsche (Walzer)
Deutsche ist ein Walzer von Johann Strauss (Sohn) (op. 220). Das Werk wurde am 7. März 1859 im Lokal Zum Sperl erstmals aufgeführt.